# Base de dades en memòria
Una base de dades en memòria (amb acrònim anglès IMDB, o sistema de base de dades de memòria principal (MMDB) o base de dades resident en memòria) és un sistema de gestió de bases de dades que es basa principalment en la memòria principal per a l'emmagatzematge de dades de l'ordinador. Es contrasta amb els sistemes de gestió de bases de dades que utilitzen un mecanisme d'emmagatzematge en disc. Les bases de dades en memòria són més ràpides que les bases de dades optimitzades per al disc perquè l'accés al disc és més lent que l'accés a la memòria i els algorismes d'optimització interns són més senzills i executen menys instruccions de la CPU. L'accés a les dades de la memòria elimina el temps de cerca en consultar les dades, cosa que proporciona un rendiment més ràpid i previsible que el disc.
Les aplicacions on el temps de resposta és crític, com les que fan servir equips de xarxa de telecomunicacions i xarxes de publicitat mòbil, sovint utilitzen bases de dades de memòria principal. Els IMDB han guanyat molta tracció, especialment en l'espai de l'anàlisi de dades, a partir de mitjans de la dècada del 2000, principalment a causa dels processadors de diversos nuclis que poden abordar una gran memòria i a causa de la RAM menys costosa.
Un possible obstacle tècnic amb l'emmagatzematge de dades a la memòria és la volatilitat de la memòria RAM. Concretament en cas de pèrdua d'energia, intencionada o no, es perden les dades emmagatzemades a la memòria RAM volàtil. Amb la introducció de la tecnologia de memòria d'accés aleatori no volàtil, les bases de dades en memòria podran funcionar a tota velocitat i mantenir les dades en cas de fallada de corrent.
En la seva forma més senzilla, les bases de dades de memòria principal emmagatzemen dades en dispositius de memòria volàtil. Aquests dispositius perden tota la informació emmagatzemada quan el dispositiu perd energia o es reinicia. En aquest cas, es pot dir que les IMDB no tenen suport per a la part de "durabilitat" de les propietats d'ACID (atomicitat, consistència, aïllament, durabilitat). Els IMDB basats en memòria volàtil poden, i sovint ho fan, suportar les altres tres propietats àcids d'atomicitat, consistència i aïllament.